# Ville (Ferrières)
Ville (francès) o Vèye (en való) és un village  (localitat) adscrit al municipi belga de Ferrières, a la província de Lieja. Abans de la fusió dels municipis, Ville estava adscrit al municipi de My i de la província de Luxemburg. Ville és a prop de la cruïlla de les carreteres N.66 (Huy - Malmedy) i la N.86 (Aywaille - Marche-en-Famenne). El poble està construït al voltant de la rue du Centre (en català carrer del centre). El nom del lloc apareix escrit com Uilla el 862 i Villa del 953-954. L'origen del nom significaria vil·la romana .

## Patrimoni material

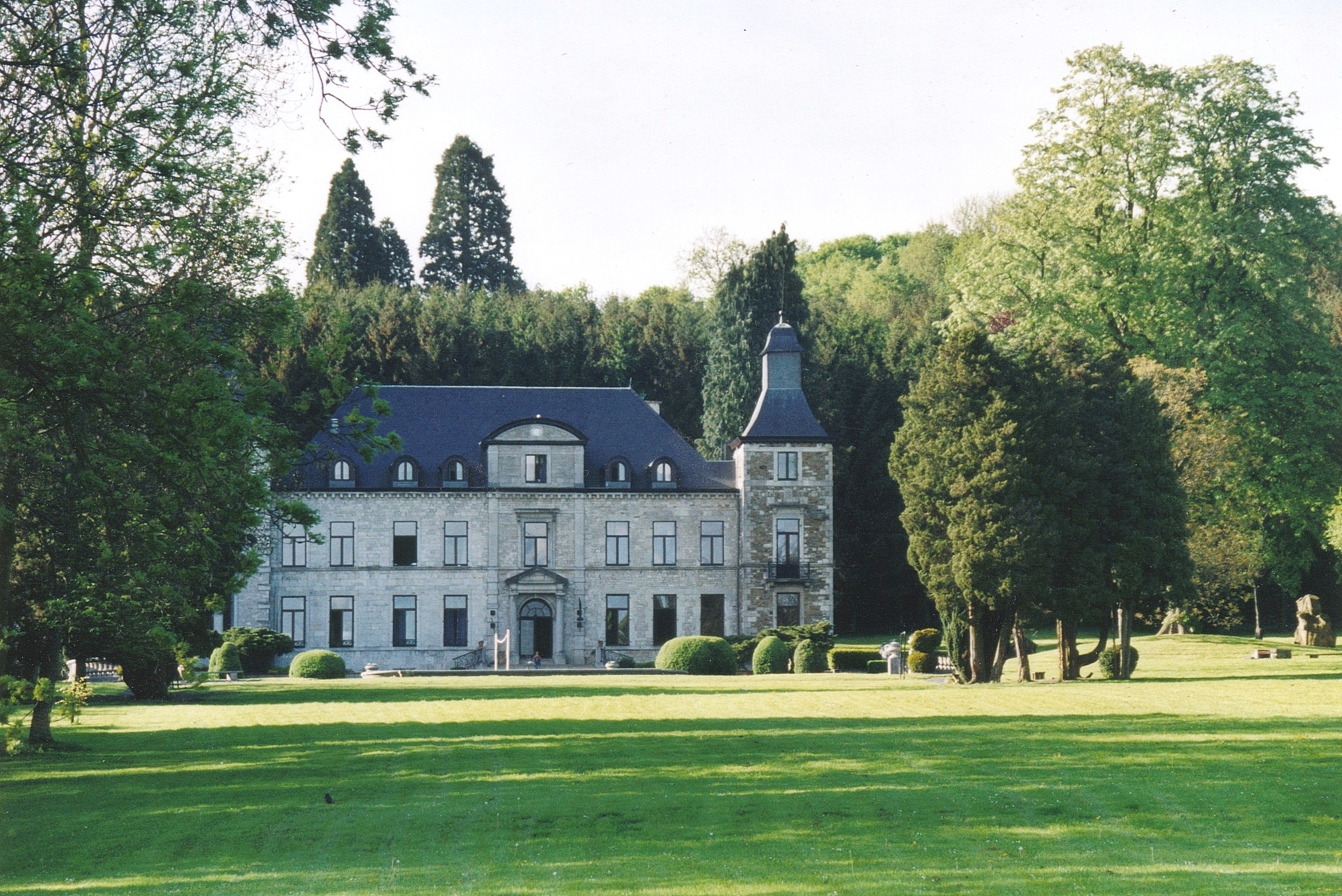
El Castell de Ville

A la vila hi ha sis antigues creus de pedra calcària sobre basaments d'aquest material:
- la creu de Grimbiémont situada al nord del poble, a la vora de l'antic municipi de Filot i a uns vint metres de la carretera des Fagnes (N86), crucifix de ferro colat datat el 1838 sobre una base de pedra calcària[2]
- la creu d'Ancion de Ville o Tiyou de Ville, creu de ferro amb Crist de ferro colat datada el 1823 també col·locada sobre una base alta de pedra calcària, envoltada de til·lers i situada al cim de Rognac[3]
- una altra creu de Grimbiémont datada el 1822, situada sobre una base alta de pedra calcària a la cruïlla dels carrers du Centre i de Rognac[4]
- una creu de pedra calcària a la carretera de Condroz, prop de la cruïlla de les dues carreteres nacionals
- un edicle de pedra calcària coronat per una petita creu del mateix material col·locada al gablet oriental de la casa situada al n. 26 rue du Centre
- un crucifix del s. XIX, amb un crist de ferro colat, ancorat sobre una base octogonal de pedra calcària que potser data del XVI XVI segle erigida contra una bardissa a la part superior de la carretera de Petite-Taille[5]

Al mig d'una plaça triangular situada sota rue du Centre, s'alça una bomba d'aigua de ferro colat decorada amb glans i palmetes datada entorn al 1900. Al costat de la bomba hi ha adossat un llarg abeurador de pedra calcària